# Omloop van het Houtland 1994
L'Omloop van het Houtland 1994, cinquantesima edizione della corsa, si svolse il 29 settembre 1994 su un percorso con partenza e arrivo a Lichtervelde. Fu vinto dal belga Étienne De Wilde della Collstrop-Willy Naessens davanti all'olandese Michel Cornelisse e al belga Werner Van Rompaey.

## Ordine d'arrivo (Top 10)
| Pos. | Corridore                | Squadra                         | Tempo |
| ---- | ------------------------ | ------------------------------- | ----- |
| 1    | Étienne De Wilde         | Collstrop-Willy Naessens        |       |
| 2    | Michel Cornelisse        | TVM-Bison Kit                   |       |
| 3    | Werner Van Rompaey       | Varta-ELK Haus-N                |       |
| 4    | Peter Naessens           | Palmans-Renault                 |       |
| 5    | Willy Willems            | Zetelhallen-Vosschemie-Bioracer |       |
| 6    | Stefan Sels              | Trident-Schick                  |       |
| 7    | Sebastian Van Den Abeele | Trident-Schick                  |       |
| 8    | Martin Van Steen         | TVM-Bison Kit                   |       |
| 9    | Peter Spaenhoven         | Palmans-Renault                 |       |
| 10   | Kurt Van Lancker         | Collstrop-Willy Naessens        |       |